# Macromedia
Macromedia byla softwarová firma, nyní je ve vlastnictví společnosti Adobe Systems. Vyvíjí počítačové programy zejména pro webové aplikace, které se postupně staly standardními nástroji webdesignérů a programátorů.

## Software
Mezi nejúspěšnější patří program Dreamweaver, který byl nejprodávanějším produktem společnosti Macromedia.
De facto webovým standardem se staly postupem času flashové animace a aplikace, které se vytvářejí pomocí programu Flash.

### Abecední seznam programů
- ColdFusion MX 7 Standard
- ColdFusion MX 7 Enterprise
- Contribute 3
- Director MX 2004
- Dreamweaver 8
- Fireworks 8
- Flash Basic 8
- Flash Professional 8
- Flash Media Server 2
- Flash Player SDK
- Flash Lite
- FlashPaper 2
- Flash Player 8
- Flash Player for Pocket PC
- Flash Remoting MX
- Flex 1.5
- FreeHand MX
- HomeSite 5.5
- JRun 4
- RoboHelp X5
- RoboInfo 5
- Shockwave Player
- Studio 8